# اچ‌ام‌اس کیان (۱۸۰۶)
اچ‌ام‌اس کیان (۱۸۰۶) (به انگلیسی: HMS Cyane (1806)) یک کشتی بود که طول آن ۱۱۸ فوت ۲ اینچ (۳۶٫۰ متر) بود. این کشتی در سال ۱۸۰۶ ساخته شد.